# Serie A3 2024-2025
La Serie A3 2024-2025, 6ª edizione della terza serie del campionato italiano di pallavolo maschile, si è svolta dal 13 ottobre 2024 al 18 maggio 2025: al torneo hanno partecipato ventuno squadre di club italiane.

## Regolamento

### Formula
La formula ha previsto:
- Regular season, disputata con girone all'italiana, con gare di andata e ritorno, con le squadre divise in due gironi, per un totale di diciotto giornate per il girone bianco e ventidue giornate per il girone blu: le squadre classificate ai primi otto posti di ciascun girone hanno acceduto ai play-off promozione, mentre le rimanenti squadre hanno acceduto ai play-out retrocessione;
- Play-off promozione, articolati in quarti di finale e semifinali, giocati al meglio di due vittorie su tre gare, e finali giocate al meglio di tre vittorie su cinque gare. Le squadre vincenti le due finali sono state promosse in Serie A2;
- Play-out retrocessione, disputati con un girone all'italiana, con gare di andata e ritorno, per un totale di dieci giornate: le ultime tre squadre classificate sono retrocesse in Serie B.

### Criteri di classifica
Se il risultato finale è stato di 3-0 o 3-1 sono stati assegnati 3 punti alla squadra vincente e 0 a quella sconfitta, se il risultato finale è stato di 3-2 sono stati assegnati 2 punti alla squadra vincente e 1 a quella sconfitta.
L'ordine del posizionamento in classifica è stato definito in base a:
- Punti;
- Numero di partite vinte;
- Ratio dei set vinti/persi;
- Ratio dei punti realizzati/subiti.

## Squadre partecipanti
Le squadre retrocesse dalla Serie A2 sono state l'Impavida Ortona e la New Mater, mentre quelle promosse dalla Serie B sono state Caronno Pertusella, Scanzorosciate, Spike Devils, SportSpecialist, The Begin Ancona e Tuscania.
Tra le squadre aventi diritto:
- hanno rinunciato all'iscrizione Bologna[2], Caronno Pertusella[3], Motta[4], Scanzorosciate[5] e Tuscania[6];
- la Franco Tigano ha ceduto il titolo alla New Gioia, che è stata ammessa al campionato[7][8].

### Girone bianco
| Club             | Stagione | Città             | Impianto                 | Stagione precedente                                                                         |
| ---------------- | -------- | ----------------- | ------------------------ | ------------------------------------------------------------------------------------------- |
| Belluno          | dettagli | Belluno           | Spes Arena               | 2ª in Serie A3 (girone bianco); semifinali play-off promozione                              |
| CUS Cagliari     | dettagli | Cagliari          | PalaPirastu              | 6ª in Serie A3 (girone bianco); ottavi di finale play-off promozione                        |
| Diavoli Rosa     | dettagli | Brugherio         | Centro Sportivo Paolo VI | 8ª in Serie A3 (girone bianco)                                                              |
| Gabbiano Mantova | dettagli | Mantova           | PalaSguaitzer            | 1ª in Serie A3 (girone bianco); finale spareggio promozione; semifinali play-off promozione |
| La Bollente      | dettagli | Acqui Terme       | Palazzetto dello Sport   | 7ª in Serie A3 (girone bianco); ottavi di finale play-off promozione                        |
| San Giustino     | dettagli | San Giustino      | Palazzetto dello Sport   | 5ª in Serie A3 (girone blu); ottavi di finale play-off promozione                           |
| Sarroch          | dettagli | Sarroch           | Palazzetto dello Sport   | 9ª in Serie A3 (girone bianco)                                                              |
| Savigliano       | dettagli | Savigliano        | Palazzetto dello Sport   | 4ª in Serie A3 (girone bianco); ottavi di finale play-off promozione                        |
| Team Club        | dettagli | San Donà di Piave | PalaBarbazza             | 3ª in Serie A3 (girone bianco); finale play-off promozione                                  |
| The Begin Ancona | dettagli | Ancona            | PalaRossini              | 1ª in Serie B (girone E); vincente terza fase play-off promozione                           |

### Girone blu
| Club                | Stagione | Città             | Impianto               | Stagione precedente                                               |
| ------------------- | -------- | ----------------- | ---------------------- | ----------------------------------------------------------------- |
| Alessano            | dettagli | Alessano          | Palazzetto dello Sport | 6ª in Serie A3 (girone blu); ottavi di finale play-off promozione |
| Folgore Massa       | dettagli | Massa Lubrense    | PalAtigliana           | 8ª in Serie A3 (girone blu)                                       |
| Impavida Ortona     | dettagli | Ortona            | Palasport Comunale     | 14ª in Serie A2                                                   |
| Modica              | dettagli | Modica            | PalaRizza              | 7ª in Serie A3 (girone blu); ottavi di finale play-off promozione |
| New Gioia           | dettagli | Gioia del Colle   | PalaCapurso            | 3ª in Serie B (girone H)                                          |
| New Mater           | dettagli | Castellana Grotte | PalaGrotte             | 13ª in Serie A2                                                   |
| Rinascita Lagonegro | dettagli | Lagonegro         | Palasport Villa D'Agri | 3ª in Serie A3 (girone blu); quarti di finale play-off promozione |
| Sabaudia            | dettagli | Sabaudia          | PalaVitaletti          | 9ª in Serie A3 (girone blu)                                       |
| Spike Devils        | dettagli | Campobasso        | PalaVazzieri           | 1ª in Serie B (girone G); vincente prima fase play-off promozione |
| SportSpecialist     | dettagli | Reggio Calabria   | PalaCalafiore          | 1ª in Serie B (girone I); vincente terza fase play-off promozione |
| Team Napoli         | dettagli | Napoli            | PalaSiani              | 11ª in Serie A3 (girone blu)                                      |

## Torneo

### Regular season

#### Girone bianco

##### Risultati
| Prima giornata |                                 |     |                                  |
|                |                                 |     |                                  |
| 20-10          | Gabbiano Mantova - Diavoli Rosa | 3-0 | 25-16, 25-20, 25-18              |
| 20-10          | Belluno - Team Club             | 2-3 | 25-23, 23-25, 21-25, 25-18, 6-15 |
| 20-10          | La Bollente - Savigliano        | 3-0 | 25-21, 25-19, 25-20              |
| 19-10          | Sarroch - CUS Cagliari          | 0-3 | 26-28, 26-28, 24-26              |
| 20-10          | The Begin Ancona - San Giustino | 3-2 | 17-25, 25-21, 22-25, 25-20, 15-4 |

| Seconda giornata |                               |     |                            |
|                  |                               |     |                            |
| 26-10            | San Giustino - Sarroch        | 3-1 | 23-25, 25-18, 25-13, 25-22 |
| 26-10            | Savigliano - Gabbiano Mantova | 3-1 | 25-22, 22-25, 25-18, 25-17 |
| 27-10            | Team Club - The Begin Ancona  | 3-0 | 25-22, 25-19, 25-19        |
| 26-10            | CUS Cagliari - Belluno        | 0-3 | 35-37, 14-25, 19-25        |
| 27-10            | Diavoli Rosa - La Bollente    | 1-3 | 22-25, 19-25, 25-22, 22-25 |

| Terza giornata |                                     |     |                                   |
|                |                                     |     |                                   |
| 02-11          | Gabbiano Mantova - The Begin Ancona | 3-0 | 25-15, 25-22, 25-16               |
| 03-11          | Belluno - Diavoli Rosa              | 3-0 | 25-19, 25-11, 25-14               |
| 02-11          | Sarroch - La Bollente               | 3-0 | 25-18, 25-19, 25-14               |
| 02-11          | Savigliano - CUS Cagliari           | 3-2 | 21-25, 25-22, 17-25, 25-21, 15-10 |
| 03-11          | Team Club - San Giustino            | 3-0 | 25-23, 25-20, 25-14               |

| Quarta giornata |                                 |     |                                   |
|                 |                                 |     |                                   |
| 10-11           | La Bollente - Belluno           | 3-0 | 25-22, 25-22, 28-26               |
| 10-11           | San Giustino - Gabbiano Mantova | 2-3 | 18-25, 16-25, 25-22, 25-19, 12-15 |
| 09-11           | Sarroch - Savigliano            | 3-0 | 25-15, 25-17, 25-19               |
| 10-11           | Diavoli Rosa - Team Club        | 0-3 | 20-25, 19-25, 20-25               |
| 10-11           | The Begin Ancona - CUS Cagliari | 3-1 | 26-24, 20-25, 26-24, 25-23        |

| Quinta giornata |                                |     |                                   |
|                 |                                |     |                                   |
| 17-11           | Gabbiano Mantova - La Bollente | 3-1 | 25-21, 25-19, 19-25, 25-22        |
| 17-11           | Belluno - The Begin Ancona     | 1-3 | 21-25, 25-18, 23-25, 25-27        |
| 16-11           | Savigliano - Diavoli Rosa      | 3-2 | 20-25, 25-20, 25-17, 21-25, 15-12 |
| 16-11           | Team Club - Sarroch            | 3-1 | 19-25, 25-22, 25-15, 27-25        |
| 17-11           | CUS Cagliari - San Giustino    | 3-1 | 25-17, 21-25, 25-21, 25-21        |

| Sesta giornata |                                 |     |                                  |
|                |                                 |     |                                  |
| 24-11          | Gabbiano Mantova - CUS Cagliari | 3-1 | 20-25, 25-20, 25-23, 25-17       |
| 24-11          | La Bollente - Team Club         | 3-1 | 25-23, 25-23, 21-25, 25-21       |
| 24-11          | San Giustino - Savigliano       | 3-1 | 22-25, 25-21, 25-17, 25-23       |
| 23-11          | Sarroch - Belluno               | 1-3 | 23-25, 25-22, 18-25, 14-25       |
| 24-11          | The Begin Ancona - Diavoli Rosa | 3-2 | 17-25, 25-18, 25-16, 22-25, 15-9 |

| Settima giornata |                               |     |                                  |
|                  |                               |     |                                  |
| 01-12            | Belluno - San Giustino        | 3-0 | 25-20, 25-20, 25-12              |
| 30-11            | Savigliano - The Begin Ancona | 3-0 | 25-16, 25-22, 25-18              |
| 01-12            | Team Club - Gabbiano Mantova  | 1-3 | 25-21, 21-25, 28-30, 22-25       |
| 01-12            | CUS Cagliari - La Bollente    | 3-2 | 19-25, 25-21, 25-19, 24-26, 15-8 |
| 30-11            | Diavoli Rosa - Sarroch        | 0-3 | 20-25, 30-32, 12-25              |

| Ottava giornata |                             |     |                            |
|                 |                             |     |                            |
| 08-12           | Gabbiano Mantova - Belluno  | 0-3 | 17-25, 17-25, 16-25        |
| 08-12           | San Giustino - La Bollente  | 1-3 | 23-25, 25-20, 22-25, 23-25 |
| 07-12           | Savigliano - Team Club      | 1-3 | 25-22, 20-25, 24-26, 19-25 |
| 10-12           | CUS Cagliari - Diavoli Rosa | 3-0 | 25-21, 30-28, 25-18        |
| 07-12           | The Begin Ancona - Sarroch  | 1-3 | 22-25, 22-25, 25-19, 22-25 |

| Nona giornata |                                |     |                            |
|               |                                |     |                            |
| 15-12         | Belluno - Savigliano           | 3-0 | 26-24, 25-22, 25-18        |
| 14-12         | La Bollente - The Begin Ancona | 3-0 | 25-17, 29-27, 25-20        |
| 14-12         | Sarroch - Gabbiano Mantova     | 3-1 | 25-19, 25-23, 20-25, 25-18 |
| 14-12         | Team Club - CUS Cagliari       | 3-1 | 25-20, 18-25, 25-21, 25-12 |
| 15-12         | Diavoli Rosa - San Giustino    | 0-3 | 23-25, 13-25, 21-25        |

| Decima giornata |                                 |     |                            |
|                 |                                 |     |                            |
| 22-12           | Diavoli Rosa - Gabbiano Mantova | 0-3 | 20-25, 16-25, 9-25         |
| 22-12           | Team Club - Belluno             | 3-0 | 25-21, 28-26, 26-24        |
| 21-12           | Savigliano - La Bollente        | 3-0 | 25-21, 25-22, 25-23        |
| 22-12           | CUS Cagliari - Sarroch          | 3-1 | 22-25, 25-18, 25-23, 25-21 |
| 22-12           | San Giustino - The Begin Ancona | 3-0 | 25-20, 25-21, 25-23        |

| Undicesima giornata |                               |     |                                   |
|                     |                               |     |                                   |
| 11-01               | Sarroch - San Giustino        | 0-3 | 26-28, 17-25, 20-25               |
| 12-01               | Gabbiano Mantova - Savigliano | 3-2 | 25-23, 23-25, 18-25, 25-16, 17-15 |
| 12-01               | The Begin Ancona - Team Club  | 2-3 | 20-25, 25-21, 19-25, 25-17, 6-15  |
| 11-01               | Belluno - CUS Cagliari        | 3-0 | 25-22, 25-23, 25-12               |
| 12-01               | La Bollente - Diavoli Rosa    | 3-0 | 25-15, 25-16, 25-21               |

| Dodicesima giornata |                                     |     |                                   |
|                     |                                     |     |                                   |
| 19-01               | The Begin Ancona - Gabbiano Mantova | 2-3 | 25-17, 25-20, 23-25, 21-25, 10-15 |
| 19-01               | Diavoli Rosa - Belluno              | 2-3 | 25-17, 20-25, 19-25, 36-34, 13-15 |
| 19-01               | La Bollente - Sarroch               | 3-2 | 18-25, 32-34, 25-22, 25-18, 15-9  |
| 19-01               | CUS Cagliari - Savigliano           | 3-2 | 25-12, 16-25, 19-25, 25-16, 15-12 |
| 19-01               | San Giustino - Team Club            | 2-3 | 26-28, 21-25, 25-19, 28-26, 13-15 |

| Tredicesima giornata |                                 |     |                                   |
|                      |                                 |     |                                   |
| 26-01                | Belluno - La Bollente           | 2-3 | 25-17, 19-25, 25-14, 22-25, 13-15 |
| 26-01                | Gabbiano Mantova - San Giustino | 2-3 | 22-25, 25-12, 22-25, 25-18, 14-16 |
| 25-01                | Savigliano - Sarroch            | 1-3 | 25-19, 14-25, 23-25, 24-26        |
| 26-01                | Team Club - Diavoli Rosa        | 3-0 | 25-20, 25-17, 25-15               |
| 26-01                | CUS Cagliari - The Begin Ancona | 3-0 | 25-20, 25-21, 25-14               |

| Quattordicesima giornata |                                |     |                                   |
|                          |                                |     |                                   |
| 02-02                    | La Bollente - Gabbiano Mantova | 3-1 | 25-22, 20-25, 26-24, 25-23        |
| 02-02                    | The Begin Ancona - Belluno     | 1-3 | 17-25, 22-25, 25-22, 21-25        |
| 02-02                    | Diavoli Rosa - Savigliano      | 0-3 | 18-25, 22-25, 13-25               |
| 01-02                    | Sarroch - Team Club            | 2-3 | 25-19, 21-25, 19-25, 25-18, 12-15 |
| 01-02                    | San Giustino - CUS Cagliari    | 3-0 | 25-20, 25-21, 25-22               |

| Quindicesima giornata |                                 |     |                                   |
|                       |                                 |     |                                   |
| 09-02                 | CUS Cagliari - Gabbiano Mantova | 2-3 | 19-25, 14-25, 25-13, 25-18, 10-15 |
| 09-02                 | Team Club - La Bollente         | 3-2 | 25-21, 25-19, 23-25, 23-25, 15-13 |
| 08-02                 | Savigliano - San Giustino       | 1-3 | 25-20, 17-25, 18-25, 20-25        |
| 08-02                 | Belluno - Sarroch               | 3-0 | 25-18, 25-19, 25-15               |
| 09-02                 | Diavoli Rosa - The Begin Ancona | 0-3 | 25-27, 20-25, 21-25               |

| Sedicesima giornata |                               |     |                            |
|                     |                               |     |                            |
| 16-02               | San Giustino - Belluno        | 1-3 | 13-25, 25-23, 14-25, 22-25 |
| 16-02               | The Begin Ancona - Savigliano | 1-3 | 22-25, 25-21, 22-25, 18-25 |
| 16-02               | Gabbiano Mantova - Team Club  | 3-0 | 25-20, 25-16, 25-12        |
| 16-02               | La Bollente - CUS Cagliari    | 3-0 | 25-23, 25-18, 30-28        |
| 15-02               | Sarroch - Diavoli Rosa        | 3-0 | 25-17, 25-19, 25-20        |

| Diciassettesima giornata |                             |     |                                   |
|                          |                             |     |                                   |
| 02-03                    | Belluno - Gabbiano Mantova  | 3-1 | 24-26, 25-11, 25-17, 25-17        |
| 02-03                    | La Bollente - San Giustino  | 3-2 | 17-25, 25-22, 18-25, 25-17, 15-13 |
| 02-03                    | Team Club - Savigliano      | 3-1 | 25-18, 25-23, 29-31, 25-18        |
| 02-03                    | Diavoli Rosa - CUS Cagliari | 3-2 | 21-25, 25-20, 17-25, 25-17, 20-18 |
| 01-03                    | Sarroch - The Begin Ancona  | 3-1 | 23-25, 25-20, 25-23, 25-15        |

| Diciottesima giornata |                                |     |                                  |
|                       |                                |     |                                  |
| 09-03                 | Savigliano - Belluno           | 2-3 | 19-25, 26-24, 23-25, 25-23, 9-15 |
| 09-03                 | The Begin Ancona - La Bollente | 1-3 | 25-22, 21-25, 22-25, 16-25       |
| 09-03                 | Gabbiano Mantova - Sarroch     | 3-0 | 25-16, 25-21, 25-20              |
| 09-03                 | CUS Cagliari - Team Club       | 0-3 | 21-25, 24-26, 19-25              |
| 09-03                 | San Giustino - Diavoli Rosa    | 3-0 | 25-22, 25-21, 25-23              |

##### Classifica
| Pos. | Squadra          | Pt | G  | V  | P  | SV | SP | Ratio | PF    | PS    | Ratio |
| ---- | ---------------- | -- | -- | -- | -- | -- | -- | ----- | ----- | ----- | ----- |
| 1.   | Team Club        | 40 | 18 | 15 | 3  | 47 | 23 | 2,043 | 1 617 | 1 491 | 1,085 |
| 2.   | Belluno          | 39 | 18 | 13 | 5  | 44 | 23 | 1,913 | 1 596 | 1 366 | 1,168 |
| 3.   | La Bollente      | 38 | 18 | 13 | 5  | 44 | 26 | 1,692 | 1 585 | 1 543 | 1,027 |
| 4.   | Gabbiano Mantova | 33 | 18 | 12 | 6  | 42 | 29 | 1,448 | 1 567 | 1 480 | 1,059 |
| 5.   | San Giustino     | 30 | 18 | 9  | 9  | 38 | 32 | 1,188 | 1 530 | 1 527 | 1,002 |
| 6.   | Sarroch          | 26 | 18 | 8  | 10 | 32 | 34 | 0,941 | 1 479 | 1 480 | 0,999 |
| 7.   | Savigliano       | 22 | 18 | 7  | 11 | 32 | 39 | 0,821 | 1 528 | 1 581 | 0,966 |
| 8.   | CUS Cagliari     | 22 | 18 | 7  | 11 | 30 | 39 | 0,769 | 1 519 | 1 543 | 0,984 |
| 9.   | The Begin Ancona | 15 | 18 | 5  | 13 | 24 | 45 | 0,533 | 1 458 | 1 585 | 0,920 |
| 10.  | Diavoli Rosa     | 5  | 18 | 1  | 17 | 10 | 53 | 0,189 | 1 234 | 1 517 | 0,813 |

      Qualificata ai play-off promozione.
      Qualificata ai play-out retrocessione.

#### Girone blu

##### Risultati
| Prima giornata |                                    |           |                                  |
|                |                                    |           |                                  |
| Riposa:        | New Mater                          | New Mater | New Mater                        |
| 13-10          | Impavida Ortona - Sabaudia         | 3-2       | 23-25, 32-30, 25-20, 23-25, 15-7 |
| 13-10          | Rinascita Lagonegro - Spike Devils | 3-1       | 25-19, 25-21, 20-25, 25-15       |
| 13-10          | Alessano - New Gioia               | 0-3       | 15-25, 22-25, 23-25              |
| 13-10          | Modica - SportSpecialist           | 1-3       | 25-27, 17-25, 25-19, 23-25       |
| 13-10          | Team Napoli - Folgore Massa        | 1-3       | 31-29, 20-25, 18-25, 23-25       |

| Seconda giornata |                                       |        |                                   |
|                  |                                       |        |                                   |
| Riposa:          | Modica                                | Modica | Modica                            |
| 20-10            | Folgore Massa - Impavida Ortona       | 3-0    | 25-22, 25-18, 26-24               |
| 20-10            | Sabaudia - Team Napoli                | 3-1    | 23-25, 25-20, 25-21, 25-15        |
| 20-10            | SportSpecialist - Rinascita Lagonegro | 3-2    | 19-25, 25-21, 25-15, 25-27, 15-13 |
| 19-10            | Spike Devils - Alessano               | 1-3    | 22-25, 25-23, 15-25, 20-25        |
| 20-10            | New Gioia - New Mater                 | 3-2    | 23-25, 25-20, 19-25, 25-17, 15-8  |

| Terza giornata |                                |                 |                                   |
|                |                                |                 |                                   |
| Riposa:        | SportSpecialist                | SportSpecialist | SportSpecialist                   |
| 27-10          | New Mater - Spike Devils       | 3-1             | 25-21, 23-25, 25-13, 25-23        |
| 27-10          | Impavida Ortona - New Gioia    | 3-2             | 25-22, 23-25, 25-22, 20-25, 15-11 |
| 26-10          | Rinascita Lagonegro - Sabaudia | 2-3             | 27-25, 25-21, 24-26, 18-25, 16-18 |
| 27-10          | Alessano - Folgore Massa       | 0-3             | 20-25, 21-25, 19-25               |
| 27-10          | Team Napoli - Modica           | 3-2             | 27-25, 22-25, 25-17, 20-25, 15-10 |

| Quarta giornata |                                 |             |                                   |
|                 |                                 |             |                                   |
| Riposa:         | Team Napoli                     | Team Napoli | Team Napoli                       |
| 02-11           | Modica - Impavida Ortona        | 1-3         | 19-25, 25-19, 23-25, 19-25        |
| 03-11           | Folgore Massa - New Mater       | 3-0         | 25-18, 25-13, 25-23               |
| 02-11           | Sabaudia - Alessano             | 3-0         | 25-16, 25-19, 25-20               |
| 02-11           | Spike Devils - SportSpecialist  | 3-2         | 26-24, 25-20, 16-25, 21-25, 15-12 |
| 03-11           | New Gioia - Rinascita Lagonegro | 3-1         | 14-25, 25-19, 25-22, 25-19        |

| Quinta giornata |                                       |               |                     |
|                 |                                       |               |                     |
| Riposa:         | Folgore Massa                         | Folgore Massa | Folgore Massa       |
| 10-11           | New Mater - Sabaudia                  | 3-0           | 25-12, 25-20, 25-13 |
| 10-11           | Rinascita Lagonegro - Impavida Ortona | 0-3           | 16-25, 17-25, 23-25 |
| 10-11           | Alessano - Modica                     | 3-0           | 25-22, 25-19, 25-13 |
| 10-11           | SportSpecialist - Team Napoli         | 3-0           | 25-18, 25-18, 25-23 |
| 10-11           | New Gioia - Spike Devils              | 3-0           | 25-18, 25-20, 25-14 |

| Sesta giornata |                                 |              |                            |
|                |                                 |              |                            |
| Riposa:        | Spike Devils                    | Spike Devils | Spike Devils               |
| 17-11          | Impavida Ortona - New Mater     | 3-0          | 25-23, 25-17, 25-22        |
| 17-11          | Modica - Rinascita Lagonegro    | 3-1          | 25-18, 21-25, 27-25, 25-21 |
| 17-11          | Folgore Massa - SportSpecialist | 3-0          | 25-23, 25-21, 25-18        |
| 16-11          | Sabaudia - New Gioia            | 3-0          | 26-24, 25-20, 25-15        |
| 16-11          | Team Napoli - Alessano          | 0-3          | 19-25, 17-25, 26-28        |

| Settima giornata |                            |                     |                                   |
|                  |                            |                     |                                   |
| Riposa:          | Rinascita Lagonegro        | Rinascita Lagonegro | Rinascita Lagonegro               |
| 24-11            | New Mater - Team Napoli    | 2-3                 | 25-22, 21-25, 25-18, 16-25, 10-15 |
| 05-03            | Alessano - Impavida Ortona | 3-0                 | 28-26, 25-9, 25-14                |
| 24-11            | SportSpecialist - Sabaudia | 3-0                 | 25-22, 27-25, 25-17               |
| 23-11            | Spike Devils - Modica      | 0-3                 | 22-25, 19-25, 22-25               |
| 24-11            | New Gioia - Folgore Massa  | 0-3                 | 26-28, 14-25, 23-25               |

| Ottava giornata |                                |           |                            |
|                 |                                |           |                            |
| Riposa:         | New Gioia                      | New Gioia | New Gioia                  |
| 30-11           | New Mater - SportSpecialist    | 0-3       | 23-25, 19-25, 19-25        |
| 01-12           | Impavida Ortona - Team Napoli  | 3-0       | 25-19, 25-23, 25-17        |
| 01-12           | Rinascita Lagonegro - Alessano | 3-0       | 25-21, 25-17, 32-30        |
| 01-12           | Folgore Massa - Spike Devils   | 3-0       | 25-21, 25-19, 25-22        |
| 01-12           | Sabaudia - Modica              | 1-3       | 25-21, 23-25, 21-25, 19-25 |

| Nona giornata |                                   |          |                                   |
|               |                                   |          |                                   |
| Riposa:       | Alessano                          | Alessano | Alessano                          |
| 08-12         | Modica - New Mater                | 3-2      | 19-25, 25-23, 17-25, 25-19, 15-12 |
| 07-12         | Sabaudia - Folgore Massa          | 0-3      | 23-25, 23-25, 23-25               |
| 07-12         | Team Napoli - Rinascita Lagonegro | 1-3      | 21-25, 18-25, 25-19, 21-25        |
| 08-12         | SportSpecialist - New Gioia       | 2-3      | 29-31, 25-20, 25-22, 20-25, 13-15 |
| 07-12         | Spike Devils - Impavida Ortona    | 0-3      | 21-25, 20-25, 15-25               |

| Decima giornata |                                 |                 |                            |
|                 |                                 |                 |                            |
| Riposa:         | Impavida Ortona                 | Impavida Ortona | Impavida Ortona            |
| 15-12           | New Mater - Rinascita Lagonegro | 0-3             | 23-25, 20-25, 19-25        |
| 15-12           | Folgore Massa - Modica          | 3-1             | 25-23, 25-17, 19-25, 25-22 |
| 15-12           | SportSpecialist - Alessano      | 3-0             | 25-13, 25-23, 28-26        |
| 14-12           | Spike Devils - Sabaudia         | 3-1             | 19-25, 25-22, 25-17, 25-23 |
| 15-12           | New Gioia - Team Napoli         | 3-0             | 25-18, 25-16, 25-16        |

| Undicesima giornata |                                     |          |                                   |
|                     |                                     |          |                                   |
| Riposa:             | Sabaudia                            | Sabaudia | Sabaudia                          |
| 21-12               | Impavida Ortona - SportSpecialist   | 3-2      | 32-34, 25-21, 25-22, 17-25, 15-12 |
| 22-12               | Rinascita Lagonegro - Folgore Massa | 3-2      | 25-19, 25-21, 17-25, 15-25, 15-13 |
| 22-12               | Alessano - New Mater                | 3-2      | 19-25, 25-19, 26-28, 25-19, 15-8  |
| 22-12               | Modica - New Gioia                  | 3-2      | 19-25, 28-26, 20-25, 25-11, 19-17 |
| 22-12               | Team Napoli - Spike Devils          | 3-0      | 25-20, 25-22, 25-20               |

| Dodicesima giornata |                                    |           |                            |
|                     |                                    |           |                            |
| Riposa:             | New Mater                          | New Mater | New Mater                  |
| 26-12               | Sabaudia - Impavida Ortona         | 3-0       | 25-20, 25-16, 25-22        |
| 26-12               | Spike Devils - Rinascita Lagonegro | 0-3       | 14-25, 13-25, 23-25        |
| 26-12               | New Gioia - Alessano               | 3-1       | 25-18, 21-25, 25-15, 25-15 |
| 26-12               | SportSpecialist - Modica           | 3-1       | 25-22, 23-25, 25-21, 25-22 |
| 26-12               | Folgore Massa - Team Napoli        | 3-0       | 25-19, 25-21, 25-17        |

| Tredicesima giornata |                                       |        |                            |
|                      |                                       |        |                            |
| Riposa:              | Modica                                | Modica | Modica                     |
| 29-12                | Impavida Ortona - Folgore Massa       | 3-1    | 25-20, 25-20, 15-25, 25-21 |
| 29-12                | Team Napoli - Sabaudia                | 3-0    | 25-22, 25-22, 25-22        |
| 29-12                | Rinascita Lagonegro - SportSpecialist | 1-3    | 21-25, 25-17, 22-25, 24-26 |
| 29-12                | Alessano - Spike Devils               | 3-0    | 25-22, 25-19, 27-25        |
| 29-12                | New Mater - New Gioia                 | 0-3    | 16-25, 16-25, 19-25        |

| Quattordicesima giornata |                                |                 |                                   |
|                          |                                |                 |                                   |
| Riposa:                  | SportSpecialist                | SportSpecialist | SportSpecialist                   |
| 04-01                    | Spike Devils - New Mater       | 3-0             | 25-23, 25-17, 26-24               |
| 05-01                    | New Gioia - Impavida Ortona    | 3-0             | 25-22, 26-24, 25-22               |
| 04-01                    | Sabaudia - Rinascita Lagonegro | 0-3             | 23-25, 21-25, 17-25               |
| 05-01                    | Folgore Massa - Alessano       | 2-3             | 19-25, 25-23, 25-15, 21-25, 15-17 |
| 05-01                    | Modica - Team Napoli           | 3-1             | 25-23, 16-25, 29-27, 25-19        |

| Quindicesima giornata |                                 |             |                                   |
|                       |                                 |             |                                   |
| Riposa:               | Team Napoli                     | Team Napoli | Team Napoli                       |
| 12-01                 | Impavida Ortona - Modica        | 1-3         | 25-21, 13-25, 19-25, 22-25        |
| 12-01                 | New Mater - Folgore Massa       | 0-3         | 16-25, 23-25, 22-25               |
| 12-01                 | Alessano - Sabaudia             | 1-3         | 25-21, 18-25, 17-25, 22-25        |
| 11-01                 | SportSpecialist - Spike Devils  | 3-0         | 25-17, 25-12, 31-29               |
| 12-01                 | Rinascita Lagonegro - New Gioia | 2-3         | 25-19, 25-22, 22-25, 21-25, 11-15 |

| Sedicesima giornata |                                       |               |                                   |
|                     |                                       |               |                                   |
| Riposa:             | Folgore Massa                         | Folgore Massa | Folgore Massa                     |
| 19-01               | Sabaudia - New Mater                  | 3-1           | 23-25, 25-19, 25-19, 25-21        |
| 19-01               | Impavida Ortona - Rinascita Lagonegro | 0-3           | 21-25, 22-25, 15-25               |
| 19-01               | Modica - Alessano                     | 2-3           | 23-25, 23-25, 26-24, 25-22, 13-15 |
| 19-01               | Team Napoli - SportSpecialist         | 3-0           | 25-22, 25-22, 25-22               |
| 18-01               | Spike Devils - New Gioia              | 2-3           | 27-29, 25-23, 18-25, 25-19, 12-15 |

| Diciassettesima giornata |                                 |              |                            |
|                          |                                 |              |                            |
| Riposa:                  | Spike Devils                    | Spike Devils | Spike Devils               |
| 26-01                    | New Mater - Impavida Ortona     | 3-1          | 24-26, 25-7, 27-25, 25-21  |
| 26-01                    | Rinascita Lagonegro - Modica    | 3-1          | 25-15, 22-25, 25-19, 25-18 |
| 26-01                    | SportSpecialist - Folgore Massa | 1-3          | 17-25, 25-23, 21-25, 23-25 |
| 26-01                    | New Gioia - Sabaudia            | 3-0          | 25-18, 25-22, 25-23        |
| 26-01                    | Alessano - Team Napoli          | 3-1          | 24-26, 25-17, 25-21, 25-16 |

| Diciottesima giornata |                            |                     |                            |
|                       |                            |                     |                            |
| Riposa:               | Rinascita Lagonegro        | Rinascita Lagonegro | Rinascita Lagonegro        |
| 01-02                 | Team Napoli - New Mater    | 1-3                 | 23-25, 25-20, 18-25, 21-25 |
| 02-02                 | Impavida Ortona - Alessano | 1-3                 | 25-22, 21-25, 21-25, 15-25 |
| 01-02                 | Sabaudia - SportSpecialist | 1-3                 | 25-21, 20-25, 18-25, 21-25 |
| 02-02                 | Modica - Spike Devils      | 3-0                 | 25-13, 25-22, 25-16        |
| 02-02                 | Folgore Massa - New Gioia  | 3-0                 | 25-23, 25-17, 33-31        |

| Diciannovesima giornata |                                |           |                            |
|                         |                                |           |                            |
| Riposa:                 | New Gioia                      | New Gioia | New Gioia                  |
| 09-02                   | SportSpecialist - New Mater    | 3-0       | 25-23, 25-19, 25-15        |
| 09-02                   | Team Napoli - Impavida Ortona  | 3-1       | 23-25, 28-26, 25-23, 25-19 |
| 09-02                   | Alessano - Rinascita Lagonegro | 1-3       | 25-20, 20-25, 20-25, 22-25 |
| 08-02                   | Spike Devils - Folgore Massa   | 0-3       | 17-25, 19-25, 19-25        |
| 09-02                   | Modica - Sabaudia              | 3-1       | 25-13, 24-26, 26-24, 25-12 |

| Ventesima giornata |                                   |          |                            |
|                    |                                   |          |                            |
| Riposa:            | Alessano                          | Alessano | Alessano                   |
| 16-02              | New Mater - Modica                | 3-0      | 25-17, 25-22, 27-25        |
| 16-02              | Folgore Massa - Sabaudia          | 3-1      | 25-23, 18-25, 28-26, 25-19 |
| 16-02              | Rinascita Lagonegro - Team Napoli | 3-1      | 25-22, 23-25, 25-23, 25-19 |
| 15-02              | New Gioia - SportSpecialist       | 3-1      | 24-26, 25-18, 25-19, 25-18 |
| 16-02              | Impavida Ortona - Spike Devils    | 3-1      | 25-19, 25-20, 20-25, 25-18 |

| Ventunesima giornata |                                 |                 |                                   |
|                      |                                 |                 |                                   |
| Riposa:              | Impavida Ortona                 | Impavida Ortona | Impavida Ortona                   |
| 02-03                | Rinascita Lagonegro - New Mater | 3-2             | 25-19, 20-25, 22-25, 26-24, 19-17 |
| 02-03                | Modica - Folgore Massa          | 3-0             | 25-17, 25-12, 25-22               |
| 02-03                | Alessano - SportSpecialist      | 1-3             | 21-25, 25-20, 17-25, 19-25        |
| 02-03                | Sabaudia - Spike Devils         | 3-1             | 20-25, 25-22, 25-17, 25-21        |
| 02-03                | Team Napoli - New Gioia         | 3-0             | 27-25, 25-22, 25-23               |

| Ventiduesima giornata |                                     |          |                                  |
|                       |                                     |          |                                  |
| Riposa:               | Sabaudia                            | Sabaudia | Sabaudia                         |
| 09-03                 | SportSpecialist - Impavida Ortona   | 2-3      | 25-23, 35-37, 19-25, 26-24, 8-15 |
| 09-03                 | Folgore Massa - Rinascita Lagonegro | 3-0      | 25-19, 25-16, 25-22              |
| 09-03                 | New Mater - Alessano                | 3-1      | 25-20, 20-25, 25-23, 25-18       |
| 09-03                 | New Gioia - Modica                  | 1-3      | 28-30, 22-25, 25-20, 24-26       |
| 09-03                 | Spike Devils - Team Napoli          | 0-3      | 20-25, 21-25, 31-33              |

##### Classifica
| Pos. | Squadra             | Pt | G  | V  | P  | SV | SP | Ratio | PF    | PS    | Ratio |
| ---- | ------------------- | -- | -- | -- | -- | -- | -- | ----- | ----- | ----- | ----- |
| 1.   | Folgore Massa       | 50 | 20 | 16 | 4  | 53 | 16 | 3,312 | 1 649 | 1 460 | 1,129 |
| 2.   | SportSpecialist     | 39 | 20 | 12 | 8  | 46 | 31 | 1,484 | 1 788 | 1 701 | 1,051 |
| 3.   | New Gioia           | 37 | 20 | 13 | 7  | 44 | 32 | 1,375 | 1 743 | 1 635 | 1,066 |
| 4.   | Rinascita Lagonegro | 37 | 20 | 12 | 8  | 45 | 33 | 1,364 | 1 764 | 1 690 | 1,044 |
| 5.   | Modica              | 33 | 20 | 11 | 9  | 42 | 37 | 1,135 | 1 783 | 1 748 | 1,020 |
| 6.   | Impavida Ortona     | 29 | 20 | 11 | 9  | 37 | 38 | 0,974 | 1 673 | 1 701 | 0,984 |
| 7.   | Alessano            | 27 | 20 | 10 | 10 | 35 | 39 | 0,897 | 1 643 | 1 651 | 0,995 |
| 8.   | Sabaudia            | 24 | 20 | 8  | 12 | 31 | 42 | 0,738 | 1 630 | 1 666 | 0,978 |
| 9.   | New Mater           | 23 | 20 | 6  | 14 | 29 | 46 | 0,630 | 1 602 | 1 677 | 0,955 |
| 10.  | Team Napoli         | 22 | 20 | 8  | 12 | 31 | 41 | 0,756 | 1 595 | 1 689 | 0,944 |
| 11.  | Spike Devils        | 9  | 20 | 3  | 17 | 16 | 54 | 0,296 | 1 438 | 1 690 | 0,851 |

      Qualificata ai play-off promozione.
      Qualificata ai play-out retrocessione.

### Play-off promozione

#### Tabellone
|  | Quarti di finale | Quarti di finale    | Quarti di finale | Quarti di finale | Quarti di finale |  |  | Semifinali | Semifinali          | Semifinali | Semifinali          | Semifinali |   |   | Finali | Finali        | Finali | Finali | Finali | Finali | Finali |  |
|  |                  |                     |                  |                  |                  |  |  |            |                     |            |                     |            |   |   |        |               |        |        |        |        |        |  |
|  | 1Bl              | Folgore Massa       | 3                | 3                |                  |  |  |            |                     |            |                     |            |   |   |        |               |        |        |        |        |        |  |
|  | 8Bl              | Sabaudia            | 1                | 1                |                  |  |  | 1Bl        | Folgore Massa       | 3          | 1                   | 3          |   |   |        |               |        |        |        |        |        |  |
|  | 4Bi              | Gabbiano Mantova    | 0                | 1                |                  |  |  | 5Bi        | San Giustino        | 2          | 3                   | 1          |   |   |        |               |        |        |        |        |        |  |
|  | 5Bi              | San Giustino        | 3                | 3                |                  |  |  |            |                     |            |                     |            |   |   | 1Bl    | Folgore Massa | 2      | 3      | 3      | 2      | 3      |  |
|  | 2Bi              | Belluno             | 3                | 3                |                  |  |  |            |                     | 2Bi        | Belluno             | 3          | 0 | 1 | 3      | 1             |        |        |        |        |        |  |
|  | 7Bi              | Savigliano          | 0                | 1                |                  |  |  | 2Bi        | Belluno             | 3          | 0                   | 3          |   |   |        |               |        |        |        |        |        |  |
|  | 3Bl              | New Gioia           | 3                | 1                | 3                |  |  | 3Bl        | New Gioia           | 0          | 3                   | 2          |   |   |        |               |        |        |        |        |        |  |
|  | 6Bl              | Impavida Ortona     | 2                | 3                | 2                |  |  |            |                     |            |                     |            |   |   |        |               |        |        |        |        |        |  |
|  | 2Bl              | SportSpecialist     | 3                | 3                |                  |  |  |            |                     |            |                     |            |   |   |        |               |        |        |        |        |        |  |
|  | 7Bl              | Alessano            | 2                | 2                |                  |  |  | 2Bl        | SportSpecialist     | 3          | 2                   | 2          |   |   |        |               |        |        |        |        |        |  |
|  | 3Bi              | La Bollente         | 3                | 3                |                  |  |  | 3Bi        | La Bollente         | 1          | 3                   | 3          |   |   |        |               |        |        |        |        |        |  |
|  | 6Bi              | Sarroch             | 1                | 2                |                  |  |  |            |                     |            |                     |            |   |   | 3Bi    | La Bollente   | 0      | 1      | 0      |        |        |  |
|  | 4Bl              | Rinascita Lagonegro | 3                | 2                | 3                |  |  |            |                     | 4Bl        | Rinascita Lagonegro | 3          | 3 | 3 |        |               |        |        |        |        |        |  |
|  | 5Bl              | Modica              | 0                | 3                | 0                |  |  | 4Bl        | Rinascita Lagonegro | 3          | 3                   |            |   |   |        |               |        |        |        |        |        |  |
|  | 1Bi              | Team Club           | 1                | 1                |                  |  |  | 8Bi        | CUS Cagliari        | 0          | 0                   |            |   |   |        |               |        |        |        |        |        |  |
|  | 8Bi              | CUS Cagliari        | 3                | 3                |                  |  |  |            |                     |            |                     |            |   |   |        |               |        |        |        |        |        |  |

#### Risultati

##### Quarti di finale
| Gara 1 |                                 |     |                                   |
|        |                                 |     |                                   |
| 15-03  | Team Club - CUS Cagliari        | 1-3 | 20-25, 26-24, 19-25, 23-25        |
| 16-03  | Gabbiano Mantova - San Giustino | 0-3 | 26-28, 18-25, 17-25               |
| 16-03  | Belluno - Savigliano            | 3-0 | 25-18, 27-25, 25-20               |
| 16-03  | La Bollente - Sarroch           | 3-1 | 20-25, 25-22, 25-20, 25-23        |
| 16-03  | Folgore Massa - Sabaudia        | 3-1 | 25-16, 23-25, 25-15, 25-20        |
| 16-03  | Rinascita Lagonegro - Modica    | 3-0 | 25-17, 25-20, 25-21               |
| 16-03  | SportSpecialist - Alessano      | 3-2 | 22-25, 20-25, 25-17, 25-22, 16-14 |
| 16-03  | New Gioia - Impavida Ortona     | 3-1 | 25-20, 17-25, 25-21, 25-23        |

| Gara 2 |                                 |     |                                   |
|        |                                 |     |                                   |
| 22-03  | CUS Cagliari - Team Club        | 3-1 | 25-22, 12-25, 25-23, 25-18        |
| 23-03  | San Giustino - Gabbiano Mantova | 3-1 | 25-22, 21-25, 25-20, 25-16        |
| 22-03  | Savigliano - Belluno            | 1-3 | 25-18, 16-25, 13-25, 16-25        |
| 22-03  | Sarroch - La Bollente           | 2-3 | 23-25, 25-18, 25-16, 30-32, 10-15 |
| 23-03  | Sabaudia - Folgore Massa        | 1-3 | 25-21, 25-27, 13-25, 22-25        |
| 23-03  | Modica - Rinascita Lagonegro    | 3-2 | 25-22, 25-12, 23-25, 20-25, 15-12 |
| 23-03  | Alessano - SportSpecialist      | 2-3 | 19-25, 25-14, 19-25, 27-25, 10-15 |
| 23-03  | Impavida Ortona - New Gioia     | 3-1 | 25-22, 18-25, 25-15, 25-22        |

| Gara 3 |                              |     |                                  |
|        |                              |     |                                  |
| 26-03  | Rinascita Lagonegro - Modica | 3-0 | 25-22, 25-19, 25-18              |
| 26-03  | New Gioia - Impavida Ortona  | 3-2 | 22-25, 25-21, 25-22, 25-27, 15-9 |

##### Semifinali
| Gara 1 |                                    |     |                                   |
|        |                                    |     |                                   |
| 06-04  | Rinascita Lagonegro - CUS Cagliari | 3-0 | 28-26, 25-19, 25-22               |
| 06-04  | SportSpecialist - La Bollente      | 3-1 | 25-21, 21-25, 38-36, 25-22        |
| 06-04  | Folgore Massa - San Giustino       | 3-2 | 25-27, 25-15, 23-25, 25-23, 15-10 |
| 06-04  | Belluno - New Gioia                | 3-0 | 25-13, 25-22, 25-21               |

| Gara 2 |                                    |     |                                   |
|        |                                    |     |                                   |
| 12-04  | CUS Cagliari - Rinascita Lagonegro | 0-3 | 25-27, 17-25, 22-25               |
| 13-04  | La Bollente - SportSpecialist      | 3-2 | 17-25, 21-25, 26-24, 25-18, 15-13 |
| 13-04  | San Giustino - Folgore Massa       | 3-1 | 19-25, 25-19, 25-18, 25-19        |
| 13-04  | New Gioia - Belluno                | 3-0 | 27-25, 25-22, 26-24               |

| Gara 3 |                               |     |                                   |
|        |                               |     |                                   |
| 15-04  | SportSpecialist - La Bollente | 2-3 | 19-25, 25-23, 27-29, 25-22, 8-15  |
| 16-04  | Folgore Massa - San Giustino  | 3-1 | 24-26, 25-11, 25-22, 25-20        |
| 16-04  | Belluno - New Gioia           | 3-2 | 25-19, 20-25, 18-25, 25-21, 15-12 |

##### Finali
| Gara 1 |                                   |     |                                   |
|        |                                   |     |                                   |
| 20-04  | Folgore Massa - Belluno           | 2-3 | 25-23, 21-25, 23-25, 25-22, 13-15 |
| 20-04  | La Bollente - Rinascita Lagonegro | 0-3 | 21-25, 12-25, 14-25               |

| Gara 2 |                                   |     |                            |
|        |                                   |     |                            |
| 27-04  | Belluno - Folgore Massa           | 0-3 | 20-25, 23-25, 18-25        |
| 27-04  | Rinascita Lagonegro - La Bollente | 3-1 | 21-25, 25-13, 25-20, 25-21 |

| Gara 3 |                                   |     |                            |
|        |                                   |     |                            |
| 04-05  | Folgore Massa - Belluno           | 3-1 | 25-22, 21-25, 25-23, 25-22 |
| 04-05  | La Bollente - Rinascita Lagonegro | 0-3 | 23-25, 15-25, 22-25        |

| Gara 4 |                         |     |                                   |
|        |                         |     |                                   |
| 11-05  | Belluno - Folgore Massa | 3-2 | 23-25, 21-25, 25-19, 25-19, 15-13 |

| Gara 5 |                         |     |                            |
|        |                         |     |                            |
| 18-05  | Folgore Massa - Belluno | 3-1 | 26-24, 21-25, 25-14, 26-24 |

### Play-out retrocessione

#### Risultati
| Prima giornata |                                 |             |                            |
|                |                                 |             |                            |
| Riposa:        | Team Napoli                     | Team Napoli | Team Napoli                |
| 16-03          | The Begin Ancona - Diavoli Rosa | 3-1         | 25-18, 16-25, 25-23, 25-22 |
| 16-03          | New Mater - Spike Devils        | 3-1         | 22-25, 25-23, 25-14, 25-19 |

| Seconda giornata |                                 |              |                                   |
|                  |                                 |              |                                   |
| Riposa:          | Diavoli Rosa                    | Diavoli Rosa | Diavoli Rosa                      |
| 23-03            | Spike Devils - The Begin Ancona | 3-2          | 23-25, 25-23, 22-25, 25-17, 15-11 |
| 22-03            | Team Napoli - New Mater         | 1-3          | 16-25, 25-19, 22-25, 21-25        |

| Terza giornata |                              |              |                                   |
|                |                              |              |                                   |
| Riposa:        | Spike Devils                 | Spike Devils | Spike Devils                      |
| 29-03          | The Begin Ancona - New Mater | 2-3          | 21-25, 25-22, 27-29, 25-22, 11-15 |
| 29-03          | Diavoli Rosa - Team Napoli   | 3-0          | 25-17, 25-20, 25-20               |

| Quarta giornata |                                |           |                                   |
|                 |                                |           |                                   |
| Riposa:         | New Mater                      | New Mater | New Mater                         |
| 05-04           | Team Napoli - The Begin Ancona | 2-3       | 25-18, 22-25, 25-17, 24-26, 12-15 |
| 05-04           | Diavoli Rosa - Spike Devils    | 2-3       | 22-25, 25-23, 25-20, 19-25, 16-18 |

| Quinta giornata |                            |                  |                     |
|                 |                            |                  |                     |
| Riposa:         | The Begin Ancona           | The Begin Ancona | The Begin Ancona    |
| 12-04           | New Mater - Diavoli Rosa   | 3-0              | 26-24, 25-22, 25-16 |
| 12-04           | Spike Devils - Team Napoli | 3-0              | 33-31, 25-19, 25-22 |

| Sesta giornata |                                 |             |                            |
|                |                                 |             |                            |
| Riposa:        | Team Napoli                     | Team Napoli | Team Napoli                |
| 20-04          | Diavoli Rosa - The Begin Ancona | 3-1         | 25-22, 21-25, 25-16, 25-23 |
| 19-04          | Spike Devils - New Mater        | 0-3         | 21-25, 23-25, 20-25        |

| Settima giornata |                                 |              |                                   |
|                  |                                 |              |                                   |
| Riposa:          | Diavoli Rosa                    | Diavoli Rosa | Diavoli Rosa                      |
| 27-04            | The Begin Ancona - Spike Devils | 1-3          | 25-19, 26-28, 15-25, 25-27        |
| 27-04            | New Mater - Team Napoli         | 3-2          | 21-25, 25-22, 25-19, 25-27, 16-14 |

| Ottava giornata |                              |              |                                   |
|                 |                              |              |                                   |
| Riposa:         | Spike Devils                 | Spike Devils | Spike Devils                      |
| 01-05           | New Mater - The Begin Ancona | 3-0          | 27-25, 25-15, 25-19               |
| 01-05           | Team Napoli - Diavoli Rosa   | 2-3          | 25-14, 22-25, 25-18, 19-25, 14-16 |

| Nona giornata |                                |           |                            |
|               |                                |           |                            |
| Riposa:       | New Mater                      | New Mater | New Mater                  |
| 04-05         | The Begin Ancona - Team Napoli | 0-3       | 20-25, 23-25, 17-25        |
| 03-05         | Spike Devils - Diavoli Rosa    | 3-1       | 19-25, 25-20, 25-21, 25-14 |

| Decima giornata |                            |                  |                                   |
|                 |                            |                  |                                   |
| Riposa:         | The Begin Ancona           | The Begin Ancona | The Begin Ancona                  |
| 11-05           | Diavoli Rosa - New Mater   | 3-1              | 30-28, 16-25, 29-27, 25-17        |
| 11-05           | Team Napoli - Spike Devils | 3-2              | 25-20, 22-25, 25-17, 22-25, 15-10 |

#### Classifica
| Pos. | Squadra          | Pt | G | V | P | SV | SP | Ratio | PF  | PS  | Ratio |
| ---- | ---------------- | -- | - | - | - | -- | -- | ----- | --- | --- | ----- |
| 1.   | New Mater        | 19 | 8 | 7 | 1 | 22 | 9  | 2,444 | 741 | 666 | 1,113 |
| 2.   | Spike Devils     | 14 | 8 | 5 | 3 | 18 | 15 | 1,200 | 739 | 732 | 1,010 |
| 3.   | Diavoli Rosa     | 12 | 8 | 4 | 4 | 16 | 16 | 1,000 | 706 | 717 | 0,985 |
| 4.   | Team Napoli      | 8  | 8 | 2 | 6 | 13 | 20 | 0,650 | 717 | 720 | 0,996 |
| 5.   | The Begin Ancona | 7  | 8 | 2 | 6 | 12 | 21 | 0,571 | 698 | 766 | 0,911 |

      Retrocessa in Serie B.

## Statistiche
| Rendimento individuale | Rendimento individuale | Rendimento individuale | Rendimento individuale |
| Pos.                   | Nome                   | Punti                  | Squadra                |
| ---------------------- | ---------------------- | ---------------------- | ---------------------- |
| 1                      | Diego Cantagalli       | 579                    | Rinascita Lagonegro    |
| 2                      | Andrea Baldi           | 527                    | Folgore Massa          |
| 3                      | Domenico Laganà        | 507                    | SportSpecialist        |
| 4                      | Leonardo Lugli         | 481                    | Team Napoli            |
| 5                      | Gaetano Penna          | 459                    | Alessano               |
| 6                      | Enrico Lazzaretto      | 440                    | SportSpecialist        |
| 7                      | Edvinas Vaškelis       | 439                    | New Gioia              |
| 8                      | Michal Petráš          | 437                    | La Bollente            |
| 9                      | Stefano Giannotti      | 432                    | Team Club              |
| 9                      | Samuel Onwuelo         | 432                    | Sabaudia               |

| Attacchi vincenti | Attacchi vincenti | Attacchi vincenti | Attacchi vincenti   |
| Pos.              | Nome              | Punti             | Squadra             |
| ----------------- | ----------------- | ----------------- | ------------------- |
| 1                 | Diego Cantagalli  | 493               | Rinascita Lagonegro |
| 2                 | Andrea Baldi      | 452               | Folgore Massa       |
| 3                 | Domenico Laganà   | 432               | SportSpecialist     |
| 4                 | Leonardo Lugli    | 414               | Team Napoli         |
| 5                 | Gaetano Penna     | 408               | Alessano            |
| 6                 | Edvinas Vaškelis  | 389               | New Gioia           |
| 7                 | Stefano Giannotti | 376               | Team Club           |
| 8                 | Enrico Lazzaretto | 372               | SportSpecialist     |
| 9                 | Samuel Onwuelo    | 371               | Sabaudia            |
| 10                | Federico Ferrini  | 366               | The Begin Ancona    |

| Muri vincenti | Muri vincenti        | Muri vincenti | Muri vincenti       |
| Pos.          | Nome                 | Punti         | Squadra             |
| ------------- | -------------------- | ------------- | ------------------- |
| 1             | Stefano Patriarca    | 77            | Folgore Massa       |
| 2             | Francesco Fortes     | 76            | Folgore Massa       |
| 3             | Michael Menicali     | 68            | CUS Cagliari        |
| 4             | Diego Cantagalli     | 63            | Rinascita Lagonegro |
| 4             | Alberto Marra        | 63            | New Mater           |
| 4             | Gabriele Tognoni     | 63            | Rinascita Lagonegro |
| 7             | Sandi Persoglia      | 60            | New Gioia           |
| 8             | Augusto Quarta       | 59            | San Giustino        |
| 9             | Gabriele Maletto     | 58            | Alessano            |
| 10            | Nicolò Ciccolella    | 56            | New Mater           |
| 10            | Williams Padura Diaz | 56            | Modica              |

| Battute vincenti | Battute vincenti    | Battute vincenti | Battute vincenti |
| Pos.             | Nome                | Punti            | Squadra          |
| ---------------- | ------------------- | ---------------- | ---------------- |
| 1                | Michal Petráš       | 53               | La Bollente      |
| 2                | Domenico Laganà     | 45               | SportSpecialist  |
| 3                | Andrea Baldi        | 43               | Folgore Massa    |
| 4                | Riccardo Mian       | 39               | Belluno          |
| 5                | Michele Viganò      | 36               | Diavoli Rosa     |
| 6                | Alberto Baldazzi    | 34               | Gabbiano Mantova |
| 7                | Simone Starace      | 32               | Team Napoli      |
| 8                | Sebastiano Milan    | 31               | New Gioia        |
| 8                | Samuel Onwuelo      | 31               | Sabaudia         |
| 10               | Niccolò Cappelletti | 30               | San Giustino     |